# جارد نونيز
جارد نونيز (بالإنجليزية: Jared Nunes)‏ هو سياسي أمريكي، ولد في 11 أغسطس 1982. حزبياً، نشط في الحزب الديمقراطي.